# Pnevmokonioza
Pnevmokonioza je poklicna bolezen pljuč, ki jo povzroča vdihavanje anorganskega ali organskega prahu ali pa dražljivih plinov in posledične reakcije tkiva, navadno v daljšem časovnem obdobju. Zvrst in resnost bolezni sta odvisni od sestave prahu: manjše količine nekaterih snovi, kot sta silicijev dioksid in azbest, povzročijo obsežne poškodbe, medtem ko druge snovi povzročijo značilne simptome šele pri zelo velikih količinah. Kajenje močno poslabša simptome večine pnevmokonioz.
Vdihani prah se nalaga v alveolih, kar povzroči vnetno reakcijo, ki zabrazgotini normalno pljučno tkivo in zmanjša elastičnost pljuč. Intenzivnost poškodbe je odvisna od količine in sestave prahu ter strupenosti in velikosti delcev. Okužbe pljuč, obolelih za pnevmokoniozo, lahko pospešijo bolezenski proces.
Pri pnevmokoniozi se tvorijo vozličaste fibrozne spremembe v pljučih. Te spremembe se lahko izrazijo kot industrijski bronhitis, pri čemer bolezen v treh do šestih mesecih po prenehanju izpostavljenosti pojenja, ali pa gre za trajne spremembe pljučnega parenhima v obliki makul, mikro- in makronodulov ali progresivne masivne fibroze. Spremembe so lahko vidne tudi na rentgenogramu ali tomografskih posnetkih prsnega koša.
Zgodnji simptomi blažjih pnevmokonioz so tiščanje v prsih, težko dihanje in kašelj, v hujših primerih pa lahko napreduje do močno oteženega dihanja, kroničnega bronhitisa ter emfizema.

## Patogeneza
Reakcija pljuč na prah (oz. plin) je odvisna od mnogih dejavnikov, med drugim od velikosti, oblike, topnosti in reaktivnosti delcev. V splošnem velja, da so najnevarnejši delci velikosti med 1 in 5 μm. Manjši delci se namreč obnašajo kot večje molekule plina, ki jih oseba vdihne in izdihne, večji pa se ujamejo v sluz, ki jo celice migetalčnega epitelija odstranijo iz pljuč.
Osrednjo vlogo v patogenezi imajo alveolarni makrofagi, ki fagocitirajo delce in začnejo kot odziv na delce izločati različne snovi, odvisno od reaktivnosti delcev. Makrofagi izločajo tri skupine snovi, in sicer proste radikale, tj. reaktivne kisikove in dušikove spojine, ki povzročijo poškodbo tkiv, kemotaktične dejavnike, kot so levkotrien B4 (LTB4), interlevkin 8 in 6 (IL-8 in IL-6), tumorje nekrotizirajoči faktor (TNF), ki privabijo in aktivirajo vnetne celice, te pa kot odgovor na to začnejo izločati škodljive oksidante in proteaze, ter fibrogene dejavnike, kot sta PDGF ter inzulinu-podobni rastni dejavnik (IGF-1), ki privabijo fibroblaste. Nekateri vdihani delci lahko dosežejo limfni sistem preko neposredne drenaže ali migrirajočih makrofagov, kjer povzročijo imunski odziv in s tem razšijo področje lokalne odziva. 
Kajenje poslabša stanje bolezni, še posebej v primeru azbestoze, saj se snovi v dimu lažje adsorbirajo na azbestne nitke; še posebej nevarne so različne karcinogene snovi, ki lahko povzročijo pljučni rak.

## Zvrsti pnevmokonioze
Odvisno od vrste prahu se lahko razvijejo tudi različice te bolezni. Anorganske snovi, kot so azbest, premog in silicijev dioksid, prizadenejo predvsem delavce v rudarstvu, zidarstvu, lončarstvu in kamnoseštvu. Med plini so pomembni žveplov dioksid, dušikov dioksid, amonijak ter hlapne kisline in klorove spojine. Pri plinih lahko poleg fibroze pride tudi do kopičenja tekočine v pljučih. Med organskimi snovmi so pomembne spore plesni na bombažu, senu, sladu, ječmenu, sladkornem trstu in gobah.
Pomembnejše zvrsti pnevmokonioze so:
- antrakoza (tudi črna ali rudarska pljuča)
- azbestoza
- silikoza
- boksitna pnevmokonioza (tudi Shaverjeva bolezen)
- berilioza
- bisinoza
- sideroza

Možne so tudi pnevmokonize zaradi mešanega prahu, kot je silikoantrakoza, silikosideroza in Labradorjeva pljuča (železo, silicijev dioksid in antofilit). Kombinacija pnevmokonioze in revmatoidnega artritisa se imenuje Caplanov sindrom.